# South West Technical Products Corporation S-PLUS
South West Technical Products Corporation S-PLUS (S-PLUS) је био професионални рачунар фирме South West Technical Products Corporation који је почео да се производи у САД од 1982. године.
Користио је Motorola 68B09 као микропроцесор. RAM меморија рачунара је имала од непознат капацитет. 
Као оперативни систем кориштен је Uniflex.

## Детаљни подаци
Детаљнији подаци о рачунару S-PLUS су дати у табели испод.
|                       |                                                             |
| [ 1 ]                 |                                                             |
| Произвођач            |                                                             |
| Тип                   | професионални рачунар                                       |
| Меморија              | непознато                                                   |
| Поријекло             | Сједињене Америчке Државе                                   |
| Година                | 1982                                                        |
| Тастатура             |                                                             |
| Процесор              |                                                             |
| Фреквенција процесора | 2                                                           |
| RAM                   | непознато                                                   |
| ROM                   | непознато                                                   |
| Текст                 | непознато                                                   |
| Графика               | непознато                                                   |
| Боја                  | непознато                                                   |
| Звук                  | непознато                                                   |
| Димензије             | 35,5 (висина) x 30 (дубина) x 31 (ширина) (главна јединица) |
| Портови               |                                                             |
| Оперативни систем     |                                                             |